# Tumulus de Yernawe
Le tumulus de Yernawe est un tumulus situé à Yernawe dans la commune belge de Saint-Georges-sur-Meuse en province de Liège. 
Il est repris sur la liste du patrimoine exceptionnel de la Région wallonne depuis le 30 novembre 1960.

## Localisation
Il se situe au nord du petit village hesbignon de Yernawe, le long de la rue du Tumulus qui se raccorde à la route nationale 614 Tongres-Amay. 
Cette voie rectiligne est l'ancienne chaussée romaine appelée également Chaussée Verte ou Chaussée de Tongres. 

## Historique
Le tumulus date de l'époque gallo-romaine mais aucune période précise n'a pu être déterminée. Des fouilles ont été menées par G. de Looz en 1881 mais le rapport a été perdu.

## Description
Il s'agit d'un tumulus boisé d'un diamètre de 46 m, d'une hauteur de 10 m et d'un volume de 10 000 m3. Un tumulus est une éminence artificielle parfois circulaire recouvrant une ou plusieurs sépultures et composée de terre et de pierres.
Sur son sommet, une petite chapelle blanche est dédiée à la Sainte Trinité ou à Saint Donat. C'est un lieu de pèlerinage encore suivi le jour de la fête locale. On y accède par un escalier.
Le tumulus est repris sur la liste du patrimoine immobilier classé de Saint-Georges-sur-Meuse et sur la liste du patrimoine exceptionnel de la Région wallonne.

## Galerie

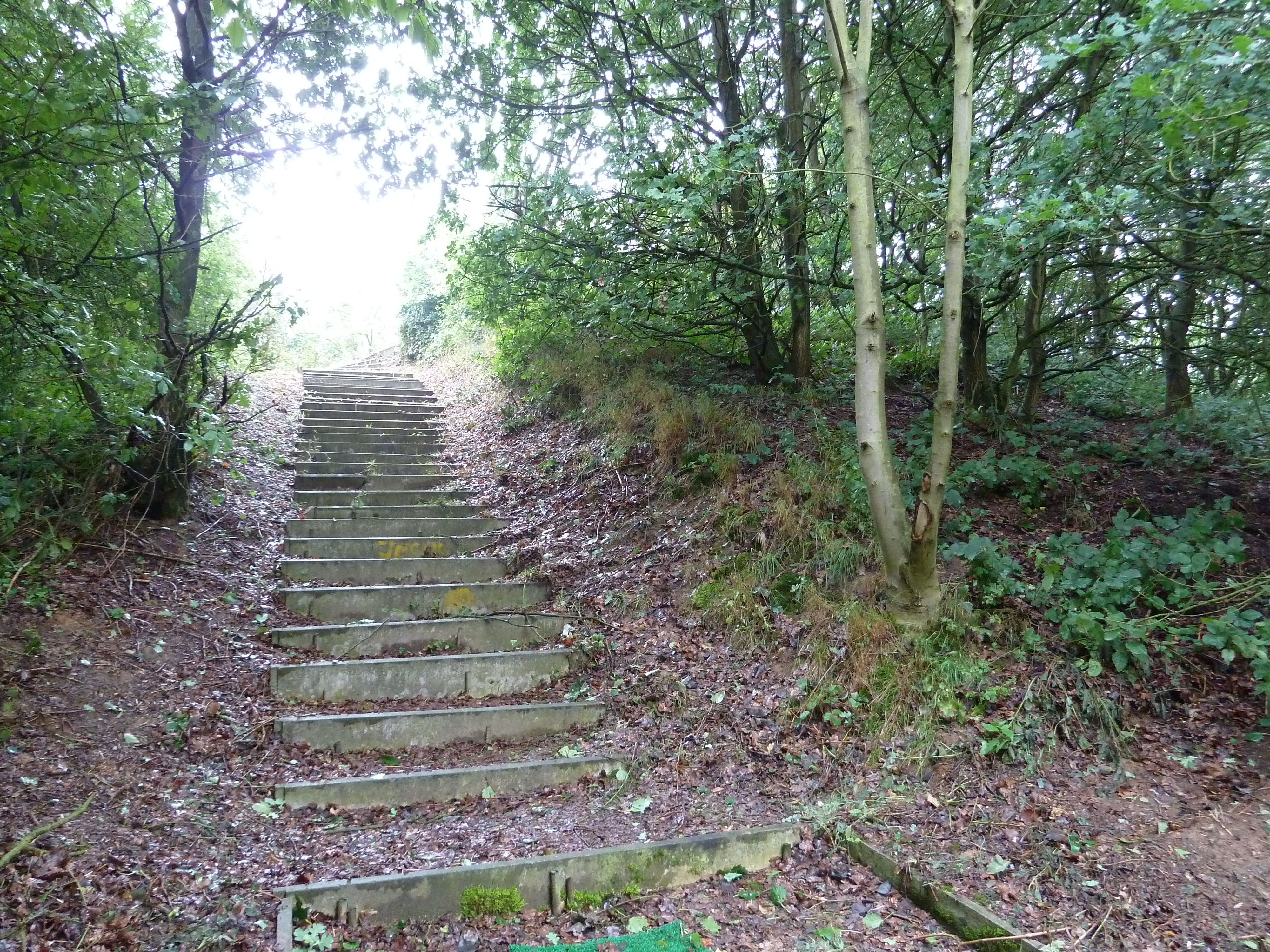
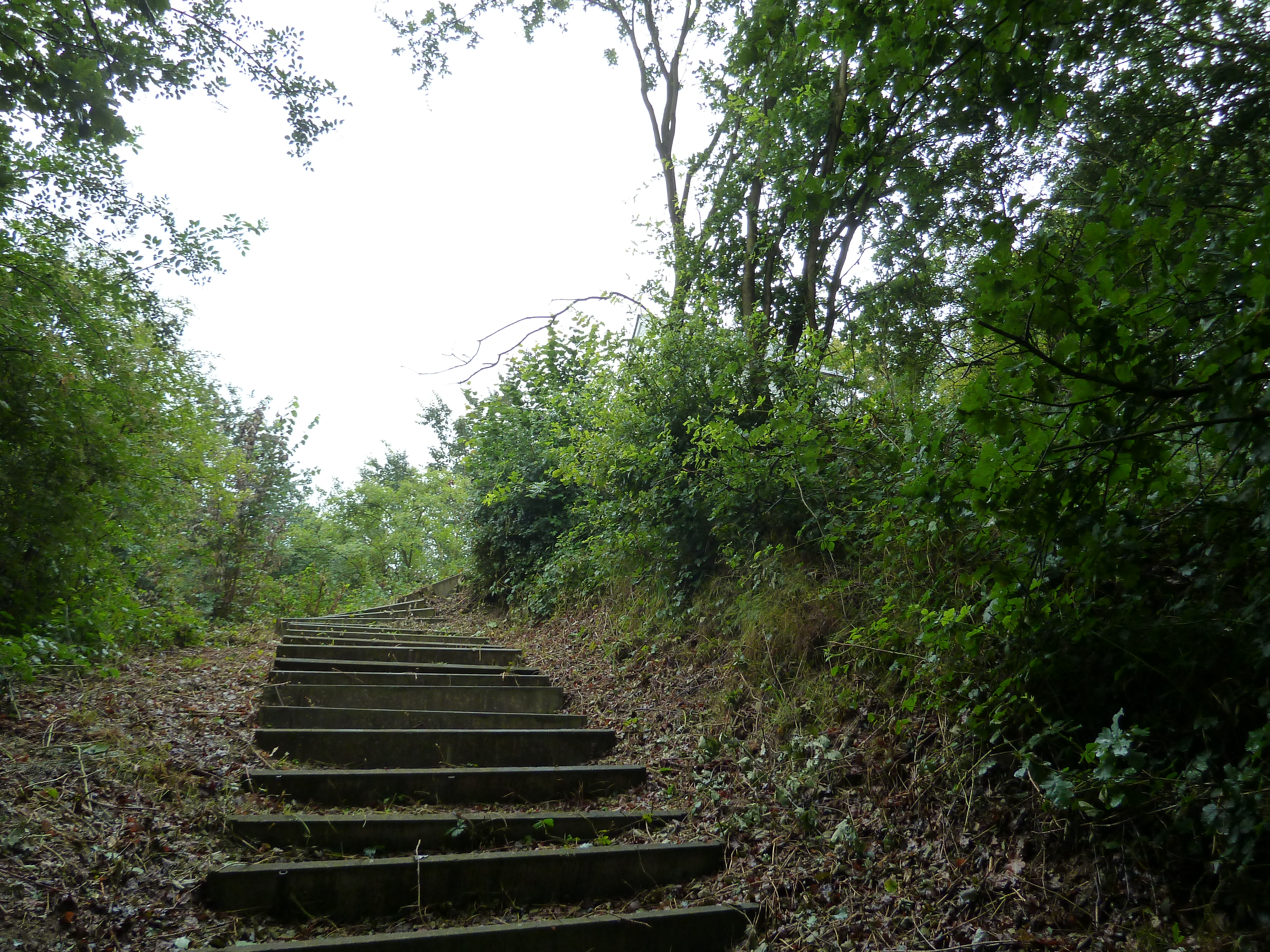
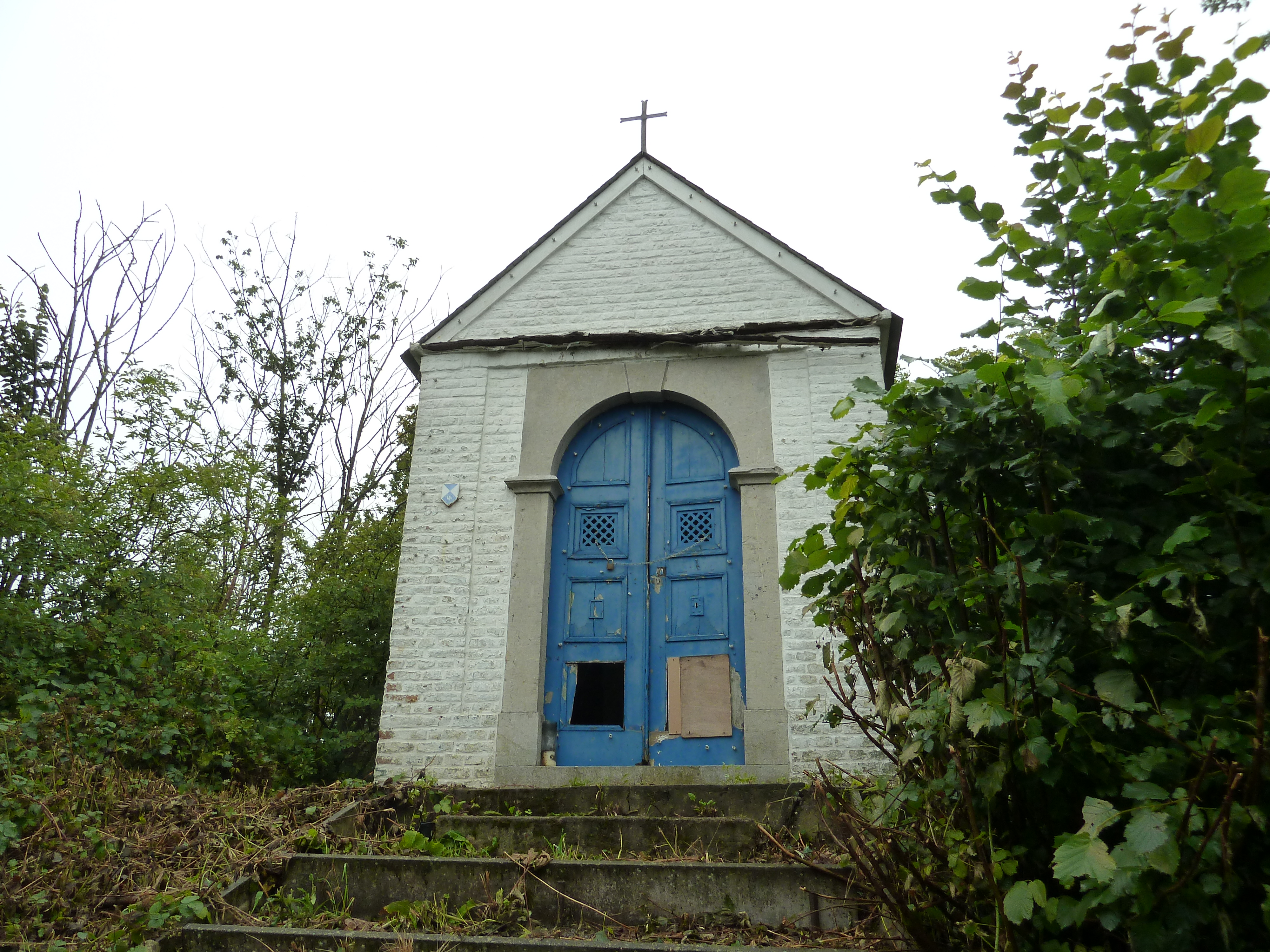